# Some Kind of Monster
«Some Kind of Monster» (укр. Якийсь монстр) — пісня американського рок-гурту Metallica, четвертий сингл з альбому St. Anger (2003).

## Історія пісні
Пісня «Some Kind of Monster» потрапила до студійного альбому Metallica St. Anger, та вийшла окремим синглом 2004 року. Проте найбільш відома вона через те, що стала назвою документального фільму Metallica: Some Kind of Monster, в якому було показано проблеми всередині колективу на початку 2000-х років, що ледь не призвели до його розпаду, та терапевтичні сесії з музикантами.
На сайті Loudwire цю пісню назвали «палкою з двома кінцями»: з одного боку, вона занадто затягнута, а з іншого — вирізняється чудовим вступним гітарним рифом. Оглядачі відзначали, що ця пісня мала непоганий потенціал, якби, як і решта треків з St. Anger, не була б занадто довгою там, де в цьому немає потреби.

## Учасники запису
- Джеймс Гетфілд — гітара, спів;
- Ларс Ульріх — ударні;
- Кірк Гемметт — гітара;
- Боб Рок — бас-гітара.

## Список пісень
| Сингл (США) | Сингл (США)                   | Сингл (США) |
| #           | Назва                         | Тривалість  |
| ----------- | ----------------------------- | ----------- |
| 1.          | «Some Kind of Monster»        |             |
| 2.          | «The Four Horsemen» (Live)    |             |
| 3.          | «Damage, Inc.» (Live)         |             |
| 4.          | «Leper Messiah» (Live)        |             |
| 5.          | «Motorbreath» (Live)          |             |
| 6.          | «Ride the Lightning» (Live)   |             |
| 7.          | «Hit the Lights» (Live)       |             |
| 8.          | «Some Kind of Monster» (Edit) |             |

## Список видань
Пісня «Some Kind of Monster» з'являлася на наступних релізах:
- 2003 — St. Anger (студійний альбом)
- 2004 — «Some Kind of Monster» (сингл)
- 2004 — Metallica: Some Kind of Monster (документальний фільм)
- 2006 — The Videos: 1989—2004 (збірка відеокліпів)
- 2009 — Tap Tap Revenge: Metallica (відеогра)
- 2022 — St. Anger Live Rarities (вінілове видання)[5]